# Радомир Николић
Радомир Николић (Крагујевац, 2. фебруар 1976) српски је политичар. Николић је бивши градоначелник Крагујевца.

## Биографија
Рођен је 2. фебруара 1976. године у Крагујевцу. Син је бившег председника Србије Томислава Николића. Основну и средњу школу завршио је у родном граду. Факултет је завршио у Београду где је стекао звање дипломираног менаџера. Ожењен је, отац троје деце.
Био је запослен у приватном и јавном сектору, најпре као комерцијалиста, затим као службеник у Комерцијалној банци и Србијагасу.
Члан је Српске напредне странке од оснивања 2008. године. Обављао је функцију председника ГО Крагујевац у периоду од 2010. до 2012. године.
Јуна 2012. изабран је за потпредседника Главног одбора Српске напредне странке, а у октобру исте године за председника Извршног одбора Српске напредне странке. Ову функцију и даље обавља. На локалним изборима 2012. године био је први на листи одборничке групе Српске напредне странке.
За градоначелника Крагујевца изабран је на седници Скупштине града 28. октобра 2014. године. Мандат му је трајао до 24. августа 2020.